# پورشه هلدینگ
پورشه هلدینگ (به آلمانی: Porsche Holding) شرکت هلدینگ اتریشی است، که به‌عنوان بزرگترین توزیع‌کننده خودرو در اروپا شناخته می‌شود. این شرکت همچنین در زمینه ارائه خدمات مالی، خدمات فناوری اطلاعات و عرضه کالاهای لوکس نیز فعالیت می‌کند. 
شرکت پورشه هلدینگ در سال ۱۹۴۷ توسط ۲ فرزند فردیناند پورشه؛ فری پورشه و لوئیس پیک، با هدف واردات خودروهای فولکس‌واگن به اتریش راه‌اندازی شد. 
این شرکت تا سال ۲۰۱۱ متعلق به خانواده پورشه و خانواده پیک بود، اما در ماه مارس این سال، کلیه سهام آن به ارزش ۳٫۳ میلیارد یورو توسط گروه فولکس‌واگن خریداری شد. 
شرکت پورشه هلدینگ هم‌اکنون به‌عنوان شرکت تابعه‌ای از گروه فولکس‌واگن به فعالیت خود ادامه می‌دهد. دفتر مرکزی این شرکت در شهر زالتسبورگ، اتریش قرار دارد. شرکت پورشه هلدینگ اکنون مالک شبکه گسترده فروش در ۲۱ کشور واقع در اروپا، آمریکای جنوبی و چین می‌باشد و در سال ۲۰۱۳ شمار ۵۹۱،۸۸۲ دستگاه خودرو به‌فروش رسانده‌است.